# Bảo tàng quốc gia
Bảo tàng Quốc gia là một Bảo tàng được điều hành bởi chính phủ của một Quốc gia.
Danh sách này không đầy đủ, bạn cũng có thể giúp mở rộng danh sách.

## Ấn Độ
- Bảo tàng Quốc gia, New Delhi

## Argentina
- Bảo tàng Lịch sử Quốc gia Argentina

## Bangladesh
- Bảo tàng Quốc gia Bangladesh

## Ba Lan
- Bảo tàng Quốc gia Gdańsk
- Bảo tàng Quốc gia Kraków
- Bảo tàng Quốc gia Poznań
- Bảo tàng Quốc gia Szczecin
- Bảo tàng Quốc gia Warsaw
- Bảo tàng Quốc gia Wrocław
- Bảo tàng Quốc gia Ba Lan

## Bỉ
- Bảo tàng Lịch sử và Nghệ thuật Hoàng gia

## Bosna và Hercegovina
- Bảo tàng Văn chương Bosna và Hercegovina
- Bảo tàng Lịch sử Bosna và Hercegovina
- Bảo tàng Quốc gia Bosna và Hercegovina

## Brazil
- Bảo tàng Quốc gia Brazil (Museu Nacional)
- Bảo tàng Quốc gia Cộng hòa (Museu Nacional da República)
- Bảo tàng Lịch sử Quốc gia Brazil (Museu Histórico Nacional)

## Bulgaria
- Bảo tàng Quốc gia Trái đất và Con người
- Bảo tàng Khảo cổ học Quốc gia (Bulgaria)
- Bảo tàng Lịch sử Quốc (Bulgaria)
- Viện Bảo làng Lịch sử Quân sự Quốc gia
- Bảo tàng Lịch sử Tự nhiên Quốc gia (Bulgaria)
- Bảo tàng Vận chuyển Quốc gia, Bulgaria

## Burkina Faso
- Bảo tàng Âm nhạc Quốc gia

## Campuchia
- Bảo tàng Quốc gia Angkor
- Bảo tàng Quốc gia Campuchia

## Canada
- Bảo tàng Nông nghiệp Canada
- Bảo tàng Hàng không Canada
- Bảo tàng Khoa học và Công nghệ Canada
- Bảo tàng Nhân quyền Canada
- Bảo tàng Tự nhiên Canada
- Bảo tàng Trẻ em Canada
- Bảo tàng Văn minh Canada
- Bảo tàng Nhiếp ảnh đương đại Canada
- Bảo tàng Bưu chính Canada
- Bảo tàng Chiến tranh Canada
- Phòng tranh Quốc gia Canada
- Phòng tranh Chân dung Canada
- Bảo tàng Nghệ thuật Chân chính Quebec (Musée national des beaux-arts du Québec)
- Trung tâm Di sản RCMP
- Virtual Museum of Canada
- Virtual Museum of New France

## Chad
- Bảo tàng Quốc gia Chad (Musee National N'Djamena)

## Chile
- Bảo tàng Lịch sử Tự nhiên Quốc gia (Santiago)
- Bảo tàng Nghệ thuật Chân chính Quốc gia (Santiago)
- Bảo tàng Lịch sử Quốc gia (Santiago)
- Bảo tàng Hàng không và Không gian (Santiago)

## Colombia
- Bảo tàng Quốc gia Colombia

## Costa Rica
- Bảo tàng Quốc gia Costa Rica

## Cộng hòa Czech
- Bảo tàng Quốc gia Czech

## Đài Loan
- Bảo tàng Tiền sử Quốc gia (Đài Loan)
- Bảo tàng Văn chương Quốc gia Đài Loan
- Bảo tàng Hải dương học và Sinh vật biển Quốc gia
- Bảo tàng Khoa học Tự nhiên Quốc gia
- Bảo tàng Cung điện Quốc gia

## Đan Mạch
- Bảo tàng Quốc gia Đan Mạch

## Đức
- Bảo tàng Quốc gia Bavarian
- Bảo tàng Kỹ thuật Quốc gia Đức (Berlin) (Deutsches Technikmuseum Berlin)
- Bảo tàng Quốc gia Đức (Germanisches Nationalmuseum)
- Glyptothek
- Bảo tàng Nghệ thuật đương đại (Pinakothek der Moderne)
- Museum Wiesbaden
- Bảo tàng Quốc gia Đức (Deutsches Museum)
- New Pinakothek (Neue Pinakothek)
- Old Pinakothek (Alte Pinakothek)

## Eritrea
- Bảo tàng Quốc gia Eritrea

## Estonia
- Bảo tàng Quốc gia Estonia
- Bảo tàng Nghệ thuật Quốc gia Estonia

## Gambia
- Bảo tàng Quốc gia (Gambia)

## Ghana
- Bảo tàng Quốc gia Ghana

## Hy Lạp
- Bảo tàng Khảo cổ Quốc gia Athens
- Phòng tranh Quốc gia (Athens)
- Bảo tàng Nghệ thuật đương đại

## Guatemala
- Museo Nacional de Arte Moderno "Carlos Mérida"

## Guyana
- Bảo tàng Quốc gia Guyana

## Hà Lan
- Rijksmuseum Amsterdam

## Hungary
- Bảo tàng Quốc gia Hungary

## Iceland
- Phòng tranh Quốc gia Iceland
- Bảo tàng Quốc gia Iceland

## Indonesia
- Bảo tàng Quốc gia Indonesia (Bảo tàng Quốc gia hay Museum Gajah)

## Iran
- Bảo tàng Quốc gia Iran

## Iraq
- Bảo tàng Quốc gia Iraq

## Ireland
- Bảo tàng Quốc gia Ireland

## Kenya
- Bảo tàng Quốc gia Kenya

## Latvia
- Bảo tàng Nghệ thuật Quốc gia Latvia

## Liban
- Bảo tàng Quốc gia Beirut

## Luxembourg
- Bảo tàng Lịch sử và Nghệ thuật Quốc gia, ở thành phố Luxembourg
- Bảo tàng Lịch sử Quân sự Quốc gia, ở Diekirch
- Bảo tàng Lịch sử Tự nhiên Quốc gia, ở thành phố Luxembourg

## Malaysia
- Muzium Negara

## Maldives
- Bảo tàng Quốc gia (Maldives)
- Bảo tàng Quốc gia Maldives

## Mali
- Bảo tàng Quốc gia Mali

## Mexico
- Museo Nacional de Antropología (Bảo tàng Nhân loại học Quốc gia)
- Museo Nacional de Historia (Bảo tàng Lịch sử Quốc gia)

## Myanmar
- Bảo tàng Quốc gia Myanmar

## Namibia
- Bảo tàng Quốc gia Namibia

## Nam Phi
- Bảo tàng Lịch sử Quân sự Quốc gia Nam Phi

## Nepal
- Bảo tàng Quốc gia Nepal

## New Zealand
- Bảo tàng New Zealand Te Papa Tongarewa - thường được biết đến với cái tên Te Papa hay Our Place khi được dịch ra tiếng Anh

## Nhật Bản
- Bảo tàng Quốc gia Kyoto
- Bảo tàng Quốc gia Kyushu
- Bảo tàng Quốc gia Nara
- National Museum of Art, Osaka
- National Museum of Ethnology, Japan
- The National Museum of Western Art (Kokuritsu Seiyō Bijutsukan)
- Standing Buddha (Tokyo National Museum)
- Bảo tàng Quốc gia Tokyo

## Phần Lan
- Bảo tàng Quốc gia Phần Lan

- Kho lưu trữ Quốc gia
- Phòng tranh Quốc gia
- Thư viện Quốc gia